# Oldenlandia tenelliflora
Oldenlandia tenelliflora är en måreväxtart som först beskrevs av Carl Ludwig von Blume, och fick sitt nu gällande namn av Carl Ernst Otto Kuntze. Oldenlandia tenelliflora ingår i släktet Oldenlandia och familjen måreväxter.

## Underarter
Arten delas in i följande underarter:
- O. t. papuana
- O. t. tenelliflora